# Шиндиков, Николай Фомич
Никола́й Фоми́ч Шиндиков (30 октября 1925, дер. Любиж Горецкий район, Могилёвская область, БССР — 22 января 1945, около г. Иновроцлав, Куявско-Поморское воеводство, Польша) — гвардии сержант Советской Армии, участник Великой Отечественной войны, Герой Советского Союза (1945). Механик-водитель танка Т-34, 3-го танкового батальона, 49-й гвардейской танковой бригады, (12-й гвардейский танковый корпус, 2-я гвардейская танковая армия, 1-й Белорусский фронт).

## Биография
Родился в деревне Лебяжинское (по другим данным — Любиж) Горецкого района Могилёвской области в семье крестьянина. Русский. Окончил пять классов Тимоховской семилетней школы. В 1939 году семья Шиндиковых переехала на постоянное место жительства в село Тенгулы, Мариинского района, Кемеровской области, расположенное на северо-востоке Кемеровской области, где Николай закончил 7 классов. После окончания школы пошёл работать в колхоз «Победа», сначала учётчиком в тракторной бригаде, а после окончания школы механизаторов при Благовещенской МТС — трактористом.
В Красной Армии с 29 декабря 1943 года, как тракторист по профессии стал механиком-водителем танка Т-34. В действующей армии с 1944 года.
В боях с 14 по 23 января 1945 года без поломок провёл свой танк свыше 500 км, участвовал в освобождении городов Сохачёв, Иновроцлав, Любень-Куявски (Польша). Экипаж танка уничтожил до 50 автомашин и 4 самолёта на аэродроме, несколько десятков солдат неприятеля.
Указом Президиума Верховного Совета СССР от 27 февраля 1945 года Шиндикову Николаю Фомичу присвоено звание Героя Советского Союза с вручением ордена Ленина и медали «Золотая Звезда», а 28 февраля в боях около города Иновроцлав, Польша, Николай Фомич погиб.

## Память
- Портрет Н. Ф. Шиндикова установлен в зале боевой славы Маринского краеведческого музея.
- Имя Николая Фомича Шиндикова присвоено улице в селе Тенгулы Мариинского района и пионерской дружине Тенгнульской школы селе Кемеровской области.

## Семья
Отец — Фома Иванович, мать — Прасковья Филипповна, младшими брат Константин, сестры Анна и Надежда.